# Aloe monotropa
Aloe monotropa là một loài thực vật có hoa trong họ Măng tây. Loài này được Verd. mô tả khoa học đầu tiên năm 1961.